# Berwyn State Bank Building
El Berwyn State Bank Building es un edificio de oficinas art déco en 6804 Windsor Avenue de la ciudad de Berwyn, en el estado de Illinois (Estados Unidos). Fue diseñado por Charles O. Liska y se construyó a un costo de 400.000 dólares en 1929. Es un hito histórico de Berwyn.

## Historia
El Berwyn State Bank, que fue fundado en 1909, abrió el edificio el 7 de junio de 1930. Ocupaba el segundo piso del edificio. Durante muchos años, Schoen-McAllister, una Dry Goods, estuvo ubicada en la planta baja. Gran parte del quinto piso fue arrendado a médicos.
El Berwyn State Bank compró la propiedad donde se encuentra el edificio el 25 de noviembre de 1914. El título del edificio se transfirió a Berwyn State Company el 27 de mayo de 1930 y al Oak Park Federal Savings Bank el 1 de junio de 1930. El Berwyn State Bank quebró el 27 de junio de 1931. El edificio se vendió a Blackstone Realty en 1947 por 275.000 dólares, y el Commercial National Bank se formó y comenzó a operar en el edificio. En la década de 1960, la oficina del distrito West Suburban de Metropolitan Life Insurance Company estaba ubicada en el edificio. En 1970, se vendió al MacNeal Memorial Hospital. En 2003, MacNeal vendió el edificio a HSA Commercial Real Estate. El edificio fue reconocido como Monumento Histórico de Berwyn, junto con el Berwyn National Bank Building, en 2008.